# أغاثقلس
أَغَاثُقْلُس أو أَغَاثُوقَلِيس(361-289ٌ ق.م (من اليونانية أَغَاثُوكْلاَسْ Αγαθοκλής، والكلمة مركبة من أَغَاثُوسْ αγαθός الجيّد أو الحسن، وكْلاَيُسْ κλέος المجد) طاغية سيراقوسة (317-289 ق.م.) وملك صقلية (304-289 ق.م.).